# Falkland Harbour
Der Falkland Harbour (norwegisch Falklandhavna) ist ein Naturhafen im Südwesten von Powell Island im Archipel der Südlichen Orkneyinseln.
Der norwegische Walfängerkapitän Petter Sørlle kartierte die Bucht zwischen 1912 und 1913. Namensgeber ist das Fabrikschiff Falkland der Gesellschaft Rethval aus Oslo, das zu jener Zeit für den Walfang in den Gewässern um die Südlichen Orkneyinseln operierte. Wissenschaftler der britischen Discovery Investigations überführten die norwegische Benennung im Jahr 1933 ins Englische.